# 小金老師
小金老師（英語：Littleking teacher，1973年—），台灣作家，本名嚴仁鴻，屏東市出生，國立中正大學企業管理系行銷博士，國立中山大學企業管理系碩士，大學助理教授。自2000年在網上發表第一篇網路小說後開始寫長篇故事，作品以校園言情小說為主。2008年開始參與三昧堂創意木偶團隊的布袋戲自創工作，積極投身台灣布袋戲文化行銷，多次至不同國家展覽、演講和演出。

## 著作
- 1998年 6月 碩士論文:結合交易成本理論與網絡理論分析專業晶圓代工策略－以台灣積體電路公司為例[6]
- 2002年 7月 《戀戀小金門 Ⅰ》，紫光出版，ISBN 9868043506
- 2003年10月 《戀戀小金門 Ⅱ》，紫光出版，ISBN 9868043514
- 2004年 6月 《戀戀小金門 Ⅲ》，紫光出版，ISBN 9868043522
- 2010年 5月 《昆仔》，基本書坊出版， ISBN 9789866474149
- 2012年 1月　博士論文：創意人格特質、生涯歷程、創意環境與行銷創造力之研究－以行銷企劃人員為研究對象[7]
- 2013年 6月《玩藝布袋戲—七個玩家變達人的創意狂想》，龍時代出版，ISBN 9789868908383
- 2014年 7月《創藝布袋戲》，龍時代出版，ISBN 9789865755096
- 2017年 7月《春雨：布袋戲音樂劇合輯》，三昧堂出版，ISBN 9789869515504
- 2018年 4月《柔琴似水：布袋戲音樂劇合輯》，三昧堂出版，ISBN 9789869515511
- 2018年 9月《龍鳳奇緣：布袋戲音樂劇合輯》，三昧堂創意木偶團隊著，三昧堂出版，ISBN 9789869515528
- 2019年 9月《圓：布袋戲音樂劇合輯》，三昧堂創意木偶團隊著，三昧堂出版，ISBN 9789869515542
- 2020年 9月《掛帥北征：布袋戲音樂劇合輯》，三昧堂創意木偶團隊著，三昧堂出版，ISBN 9789869515559
- 2022年 1月《神醫墨浪, 布袋戲音樂劇合輯 》，三昧堂創意木偶團隊著，三昧堂出版, ISBN 9789869515573

### 與他人合著
- 2004年 5月 國際企業管理(Deresky：Global Management Strategic and Interpersonal)，ISBN 9789867688583
- 2014年 7月《神之曲：創藝木偶幻境錄》，龍時代出版，ISBN 9789865755102，共同作者:孫漢強、吳政霖
- 2019年 9月《傳藝布袋戲：台灣手作木偶工藝 造型篇》，三昧堂創意木偶團隊著，三昧堂出版，ISBN 9789869515535，共同作者：文藻外語大學「布袋戲在地國際化團隊」
- 2021年12月《傳藝布袋戲：台灣手作木偶工藝 偶衣篇》，三昧堂創意木偶團隊著，三昧堂出版, ISBN 9789869515566，共同作者：文藻外語大學「布袋戲在地國際化團隊」
- 2022年10月《纏藝布袋戲：台灣手作木偶工藝 春仔花篇》，三昧堂創意木偶團隊著，三昧堂出版, ISBN 9789869515580，共同作者：鹿港春仔花 施麗梅

## 期刊與研討會論文
- 2001年 5月 結合交易成本理論與網絡理論分析專業晶圓代工策略之關鍵性成功因素，吳鳳學報 [8]
- 2002年 5月 CO-WANG整合性架構--結合交易成本與網絡理論分析產業網絡中廠商的競合關係，吳鳳學報 [9]
- 2003年 5月 創新管理之整合性應用分析--結合西格瑪曲線與熟悉矩陣理論分析劍湖山複合式渡假園區個案，古健男、涂耿瑋、陳玉龍 [10]
- 2004年 5月 創新特色行銷與休閒產業之應用研究--以薰衣草森林為例，共同作者： 吳耀坪、邱錦盆、譚伊君 [11]
- 2005年 5月 創新文化行銷於節慶活動應用之研究, 真理大學2005管理創新與新願景研討會
- 2005年 9月 學習型組織理論於社區總體營造之應用研究，吳鳳學報，共同作者：張雅櫻、劉淑如[12]
- 2005年 12月 開發新產品之過程中研發／行銷整合與環境不確定性影響之研究, 吳鳳技術學院2005年全球化趨勢與商務發展研討會
- 2006年 10月 網路電話「Skype」以新產品免費訂價策略進入市場之關鍵性成功因素研究，吳鳳學報，共同作者：謝依君、廖雅琪、廖尹華、謝婉筠 [13]
- 2006年 12月 學習型組織理論於社區總體營造之應用研究－以台北縣柑園國中為例, 大葉大學2006年21世紀管理理論與實務研討會, 共同作者:張雅櫻、劉淑如
- 2008年 6月 品牌資產與經濟附加價值之關係研究--以高科技產業公司為例（The Study of Relationship among Brand Assets and Economic Value Added in High-Technology Industry），中小企業發展季刊，共同作者：蕭友華、黃德舜 [14]
- 2008年 11月 從策略行銷規劃探討葫蘆雕刻藝術產品之文化行銷策略－以高雄縣杉林鄉為例, 2008 吳鳳技術學院安全管理與工程技術國際研討會
- 2008年 12月 美學設計產業應用創意行銷之關鍵成功因素研究--以橙果設計公司、瀚斯寶麗公司為例，吳鳳學報，共同作者：李陽榮、許培晨 [15]
- 2009年 12月 從感性行銷角度探討全國電子、信義房屋之行銷策略（From a Emotional View of Marketing to Explore the Elifemall and Sinyi Real Estate Company's Marketing Strategy），吳鳳學報，共同作者：張虹儒　[16]
- 2009年 12月 文化差異因素對國際產品行銷標準化策略與國際行銷績效之影響, 2009 吳鳯技術學院安全管理與工程技術國際研討會
- 2009年 12月 創意行銷於提振台灣觀光產業之應用研究─以日本與韓國觀光產業之關鍵成功因素為參考, 2009 吳鳯技術學院安全管理與工程技術國際研討會
- 2010年 5月 消費者對觀光景點採用置入性行銷的接受之調查－以偶像劇「命中注定我愛你」之觀光景點為例, 2010育達科技大學休閒管理暨觀光旅運發展國際學術研討會
- 2010年 12月 創意行銷於提升臺灣觀光特色之應用研究--以臺灣夜市美食文化為對象（Creative Marketing to Promote Taiwan Tourism Characteristics of Applied Research-- To Target Taiwan’s Night Market Food Culture），吳鳳學報，共同作者:賴建志[17]
- 2011年 4月 創意行銷於文化創意產業之應用研究－以創意市集與格子店為例, 2011崑山科技大學會計與資訊科技研討會
- 2011年 4月 創意人格特質、生涯歷程、環境與行銷創造力之研究－以行銷企劃人員為研究對象, 2011南華大學財務金融與管理研討會
- 2011年 12月 創意行銷於租車產業與觀光資源相結合之應用研究（Creative Marketing at Car Rental Industry, and Tourism Resources of the Combination of Applied Research），吳鳳學報，共同作者：黃宣融、陳映禎[18]

## 編劇作品

### 布袋戲音樂劇
| 劇名                 | 首演日期      | 音樂演出                    | 首演地點                   |
| -------------------- | ------------- | --------------------------- | -------------------------- |
| 冬之戲曲樂－時空幻想 | 2015年12月6日 | 迴響樂集                    | 嘉義縣表演藝術中心芙蕖廳   |
| 紅顏                 | 2017年2月11日 | 迴響樂集                    | 嘉義縣表演藝術中心實驗劇場 |
| 紅塵追想             | 2017年5月29日 | 迴響樂集 嘉義大學蘭潭國樂團 | 嘉義縣表演藝術中心演藝廳   |
| 春雨                 | 2017年7月16日 | 迴響樂集                    | 嘉義縣表演藝術中心實驗劇場 |
| 柔琴似水             | 2018年4月15日 | 迴響樂集                    | 嘉義縣表演藝術中心實驗劇場 |
| 龍鳳奇緣             | 2018年9月30日 | 迴響樂集                    | 嘉義縣表演藝術中心實驗劇場 |
| 圓                   | 2019年9月8日  | 迴響樂集                    | 嘉義縣表演藝術中心實驗劇場 |
| 掛帥北征             | 2020年9月6日  | 迴響樂集                    | 嘉義縣表演藝術中心實驗劇場 |
| 音樂蒙太奇：青梅煮酒 | 2022年1月8日  | 植心樂集                    | 臺中國家歌劇院中劇院       |
| 神醫墨浪             | 2022年2月13日 | 迴響樂集                    | 嘉義縣表演藝術中心實驗劇場 |

### 布袋戲電影
| 片名       | 首映時間       | 導演                           | 拍攝片場           |
| ---------- | -------------- | ------------------------------ | ------------------ |
| 三昧創世錄 | 2018年11月25日 | 王文志、蘇軒賓、莊謦瑋         | 嘉義縣表演藝術中心 |
| 柔琴似水 I | 2020年9月30日  | 王文志、蘇軒賓、莊謦瑋         | 嘉義縣表演藝術中心 |
| 柔琴似水II | 2022年5月28日  | 王文志、陳有豐、蘇軒賓、莊謦瑋 | 嘉義縣表演藝術中心 |

## 外部連結
- 小金老師粉絲頁的Facebook專頁
- 小金老師PChome新聞台 （页面存档备份，存于）
- 小金老師的天空 （页面存档备份，存于）